# Atheta reposita
Atheta reposita är en skalbaggsart som beskrevs av Thomas Casey 1910. Atheta reposita ingår i släktet Atheta och familjen kortvingar. Inga underarter finns listade i Catalogue of Life.